# 男子レスリング選手一覧
男子レスリング選手一覧（だんしレスリングせんしゅいちらん）は、レスリングで好成績を修めたレスリング選手の一覧である。

## あ
- アルジャン・ブラー
- アルトゥール・タイマゾフ
- アルファン・ファザエフ
- アレクサンドル・カレリン
- 赤石光生
- 安部三子郎
- アンドレイ・スタドニク
- イストバン・マヨロシュ
- 石井庄八
- 稲葉泰弘
- 井上謙二
- イスラム・アルビエフ
- イーサン・ラシュガリ
- エルダリ・クルタニーゼ
- 太田章
- 太田拓弥
- 小幡弘之
- オミド・ノルージ

## か
- カエル・サンダーソン
- カート・アングル
- 川合達夫
- カラム・イブラヒム
- キム・イル
- キム・ヨンシク
- グハセム・レザエ
- ゲオルギ・ゴグチェリーゼ
- ケビン・ジャクソン
- 小林孝至
- コメイル・ガセミ

## さ
- サデグサイード・グダルジ
- 佐藤満
- 斎藤昌典（マサ斎藤）
- サルマン・ハシミコフ
- 島谷一美
- シルバニ・ムラドフ
- ジャマル・オタルスルタノフ
- シャリフ・シャリホフ
- ジョー・ウォーレン
- ジョン・スミス
- 杉山恒治（サンダー杉山）
- スティーブン・アバス
- ソスラン・ティギエフ

## た
- タイムラズ・ティギエフ
- 高田裕司
- 高塚紀行
- 高橋侑希
- 田南部力
- ダニエル・コーミエ
- ダン・ヘンダーソン
- チェール・ソネン
- 鶴田友美（ジャンボ鶴田）
- トグラル・アスガロフ
- ドルゴルスレン・スミヤバザル
- 伊達治一郎

## な
- 長島偉之
- 永田克彦
- 中西学
- ナズリュ・マンキエフ

## は
- 馳浩
- 服部正男（タイガー服部）
- 花原勉
- バフティヤル・アフメドフ
- ハミド・スーリヤン
- 原喜彦
- バレンチン・ヨルダノフ
- 藤本英男
- ブバイサ・サイキエフ
- ブルース・バームガードナー
- フレディ・セラーノ
- ヘイキ・ナビ
- ベシク・クドゥホフ
- ヘタグ・ガジュモフ
- ベン・アスクレン
- ヘンリー・セフード
- 本田多聞

## ま
- マーク・コールマン
- マーク・シュルツ
- 正木照夫
- マット・ガファリ
- マット・リンドランド
- 松永共広
- 松本隆太郎
- マハーベック・ハダーチェフ
- マブレット・バチロフ
- 宮田和幸
- 森山泰年
- 宮原厚次
- モハメド・ロウォル

## や
- 谷津嘉章
- 山口剛
- ユスプ・アブドサロモフ
- 湯元健一
- 湯元進一
- ヨエル・ロメロ
- 吉田光雄（長州力）
- 米満達弘

## ら
- ランディ・クートゥア
- ルーロン・ガードナー
- レナート・ババル
- レバス・ミンドラシビリ
- ロフシャン・バイラモフ

## わ
- ワシル・フェドルイシン
- 和田貴広
- 渡辺長武